# Борки (Великолуцький район)
Борки (рос. Борки) — присілок в Великолуцькому районі Псковської області Російської Федерації.
Населення становить 522 особи. Входить до складу муніципального утворення Пореченська волость.

## Історія
Від 2014 року входить до складу муніципального утворення Пореченська волость.

## Населення
| 2001 | 2002 | 2010 |
| ---- | ---- | ---- |
| 615  | ↘554 | ↘522 |